# 丹尼士標槍巴士
丹尼士標槍（Dennis Javelin）是英國丹尼士車廠（及後來的TransBus International/亞歷山大丹尼士）生產的中置引擎巴士。它取代了丹尼士Dorchester中置引擎巴士。
丹尼士標槍於1986年亮相。當時標槍可選擇11米及12米客車規格，引擎放置於底盤中間近驅動軸的位置，水箱則設於引擎側，而前軸及引擎之間設有一個預製空間放置行李（即所謂的太空艙底盤設計）。後來丹尼士也推出標槍8.5米及10米版客車、巴士版以及12米的標槍GX（Javelin GX）客車，其中巴士版及8.5米客車版標槍未設有預製行李空間（即所謂的樓梯式底盤設計）。另外丹尼士標槍亦曾推出三軸版本。
丹尼士標槍劃一採用康明斯C系引擎，後來改為劃一採用康明斯ISBe引擎，並可配手動或自動變速系統。
丹尼士標槍在車軸之間及尾輪跨均設有放置行李的空間，並且受惠於百福汽車車系於1986年全線停產，令部分Bedford巴士買家轉投丹尼士標槍，因此丹尼士標槍的銷售成績比以前的丹尼士Dorchester好。另外英國國防部亦購入多輛丹尼士標槍巴士，包括右軑及左軑版，座椅可以在短時間內拆除並改成救護車，以運送傷兵。
丹尼士標槍在2005年之後曾經有一段時間未有生產，但到了2007年亞歷山大丹尼士看見仍然有公司購入丹尼士標槍的倉貨，而且英國國防部對丹尼士標槍仍有需求，因此將丹尼士標槍改良，使其可以使用歐盟四型引擎。現時丹尼士標槍是亞歷山大丹尼士唯一一款仍然有售的客車底盤。
另外由丹尼士與馬來西亞UMW合組的UMW-Dennis公司曾經裝嵌丹尼士標槍底盤（稱為UMW-Dennis Javelin），供應東南亞及大洋洲市場。

## 外部連結
- 亞歷山大丹尼士官方產品介紹